# The Legend of Zelda: A Link to the Past
The Legend of Zelda: A Link to the Past (ゼルダの伝説 神々のトライフォース Zeruda no Densetsu Kamigami no Toraifōsu, lit. "The Legend of Zelda: Triforce of the Gods"), også kendt som Zelda 3 eller Zelda III, er det tredje computerspil i The Legend of Zelda-serien, designet af Nintendo og udgivet for computerspilkonsollerne Super Famicom og Super Nintendo Entertainment System. Det blev udgivet i Japan 21. november 1991 og i Nordamerika og Europa i 1992. Spillet er desuden blevet udgivet til Game Boy Advance i 2003.
Spillet er af mange betragtet som et af Nintendos mest vellykkede spil og som et af de bedste computerspil nogensinde generelt. Spillet er også kendt for det exceptionelt lange levetid på Nintendo Powers spiltopliste: Da SNES-listen langt om længe blev trukket tilbage, havde The Legend of Zelda: A Link to the Past ligget på førstepladen i mere end 5 år i streg. På grund af denne succes, blev spillet genudgivet i 2002 til Game Boy Advance med en flerspillerudvidelse med titlen Four Swords.
Selvom Zelda II: The Adventure of Link blev modtaget godt af markedet, var spillet, stilistisk set, en stor afvigelse fra det første spil, da det i stedet for at blive set i fugleperspektiv blev set panorerende i 2-D, og responsen var ikke så entusiastisk som ved det første spil. Derfor blev gameplayet i A Link to the Past baseret på det originale NES-spil, The Legend of Zelda. Udover at genbruge en tidligere stil, udvidede A Link to the Past det originale spils spilmekanik i stort omfang, gennem introduktion af mange spilelementer, der er kendetegn ved Zelda-serien den dag i dag; elementer som grotter og fangekældre i flere niveauer, Mestersværdet (the Master Sword) og dynamiske omgivelser med parallelle verdener. A Link to the Past betragtes af mange af seriens tilhængere som et af seriens bedste spil sammen med Ocarina of Time og Link's Awakening[kilde mangler].